# Kõrgessaare

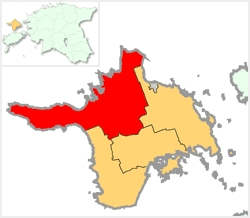
Localização de Kõrgessaare

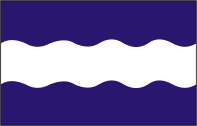
Bandeira de Kõrgessaare

O município de Kõrgessaare (estoniano: Kõrgessaare vald) é um município rural no noroeste da região de Hiiu, na Estônia.

## Relações externas
- «Site Oficial»